# Франц Клебергер
Франц Клебергер (нім. Franz Kleberger; 19 червня 1888, Везель — 21 березня 1971, Бад-Ноєнар-Арвайлер) — німецький військовий чиновник, генерал-оберштабсінтендант вермахту. Кавалер Німецького хреста в сріблі.

## Біографія
В 1910 році вступив в армію. Учасник Першої світової війни. З 2 серпня 1914 року служив в 4-й залізничній інтендантурі. З 1 жовтня 1914 року — головний інтендант 36-ї піхотної, з 25 січня 1917 року — 5-ї гвардійської піхотної дивізії. З 19 грудня 1917 року — асесор військової інтендантури, після чого служив в гвардійському гренадерському полку №2.
Під час Другої світової війни був головним інтендантом 3-го військового округу, потім — інтендантом сухопутних військ при генерал-квартирмейстері ОКГ.

## Звання
- Оберлейтенант резерву
- Урядовий радник (31 січня 1920)
- Оберст-інтендант (1 жовтня 1935)
- Корпусний інтендант (11 жовтня 1937)
- Генерал-інтендант (1 жовтня 1939)
- Генерал-штабсінтендант (1 жовтня 1941)
- Генерал-оберштабсінтендант (1 березня 1945)

## Нагороди
- Залізний хрест 2-го і 1-го класу
- Медаль «За відвагу» (Гессен)
- Почесний хрест ветерана війни з мечами
- Медаль «За вислугу років у Вермахті» 4-го і 3-го класу (12 років; 2 жовтня 1936) — отримав 2 нагороди одночасно.
- Медаль «За Атлантичний вал»
- Застібка до Залізного хреста 2-го класу
- Хрест Воєнних заслуг 2-го і 1-го класу з мечами
- Німецький хрест в сріблі (28 березня 1945)